# Азаис, Кевин
Кевин Азаи́с (фр. Kévin Azaïs; род. 16 августа 1992) — французский актёр. Дебютировал в кино в 2008 году в фильме Жан-Поля Лилиенфельда «Последний урок». Успешной стала для Азаиса главная роль в дебютном фильме Гийома Кане «Истребители», за которую в 2015 году актёр получил премии «Сезар» и «Люмьер» в категории «Самый перспективный молодой актёр».
Кевин Азаис является братом актёра Венсана Ротье.

## Фильмография
- 2014 — Истребители/ Les Combattants
- 2015 — Ни на небесах, ни на земле/ Ni le ciel ni la terre
- 2015 — Наше лето/ La Belle Saison
- 2016 — Воспоминание/ Souvenir

## Награды
| Награды и номинации Кевина Азаиса | Награды и номинации Кевина Азаиса | Награды и номинации Кевина Азаиса     | Награды и номинации Кевина Азаиса | Награды и номинации Кевина Азаиса | Награды и номинации Кевина Азаиса |
| Год                               | Награда                           | Категория                             | Фильм                             | Результат                         |                                   |
| --------------------------------- | --------------------------------- | ------------------------------------- | --------------------------------- | --------------------------------- | --------------------------------- |
| 2015                              | Премия «Люмьер»                   | Перспективный актёр                   | Истребители                       | Победа                            |                                   |
| 2015                              | Премия «Сезар»                    | Перспективный актёр                   | Истребители                       | Победа                            |                                   |
| 2015                              | Кинофестиваль в Кабуре            | «Золотой Сван» самому молодому актёру | Истребители                       | Победа                            |                                   |